# Stekpotten
Stekpotten är en sjö i Hällefors kommun i Västmanland och ingår i Göta älvs huvudavrinningsområde. Sjön är 8,5 meter djup, har en yta på 0,011 kvadratkilometer och befinner sig 207 meter över havet.